# Commelinals
Commelinal (Commelinales) és un ordre de plantes amb flor de la divisió Magnoliophyta.

## Taxonomia
En el sistema de classificació filogenètic APG IIde 2003, l'ordre de les Commelinals està ubicat en el clade commelínida, dins dels monocots:
- ordre Commelinales
- : família Commelinaceae
- : família Haemodoraceae
- : família Hanguanaceae
- : família Philydraceae
- : família Pontederiaceae

En el Sistema Cronquist, de 1981, aquest ordre es col·locava en la subclasse Commelinidae de la classe Liliopsida: 
- ordre Commelinales:

- : família Commelinaceae
- : família Mayacaceae
- : família Rapateaceae
- : família Xyridaceae